# Winter-Universiade 2013/Nordische Kombination
Bei der Winter-Universiade 2013 wurden drei Wettkämpfe in der Nordischen Kombination ausgetragen.

## Bilanz

### Medaillenspiegel
| Platz  | Land        | Gold | Silber | Bronze | Gesamt |
| ------ | ----------- | ---- | ------ | ------ | ------ |
| 1      | Polen       | 2    | 1      | 1      | 4      |
| 2      | Japan       | 1    | 1      | 1      | 3      |
| 3      | Deutschland | –    | 1      | –      | 1      |
| 4      | Slowenien   | –    | –      | 1      | 1      |
| Gesamt | Gesamt      | 3    | 3      | 3      | 9      |

### Medaillengewinner
| Disziplin                        | Gold                                             | Silber                                        | Bronze                                         |
| -------------------------------- | ------------------------------------------------ | --------------------------------------------- | ---------------------------------------------- |
| Normalschanze/10 km              | Adam Cieślar                                     | Johannes Wasel                                | Aguri Shimizu                                  |
| Massenstart 10 km /Normalschanze | Aguri Shimizu                                    | Adam Cieślar                                  | Paweł Słowiok                                  |
| Team Normalschanze/3 × 5 km      | PolenSzczepan Kupczak Paweł Słowiok Adam Cieślar | JapanGō Yamamoto Shota Horigome Aguri Shimizu | SlowenienBorut Mavc Jože Kamenik Matič Plaznic |